# 1967 NBA Draft
NBA Draft 1967 – w tym drafcie został wybrany m.in. Phil Jackson (z 17 numerem) 11-krotny mistrz NBA jako trener, 6 razy z Chicago Bulls, 5 razy z Los Angeles Lakers, to on rozwinął talent Michaela Jordana i doprowadził drużynę z Chicago do rekordowego osiągnięcia w sezonie z bilansem 72-10, jako sam zawodnik zdobył dwa mistrzostwa NBA z New York Knicks. Innym trenerem wybranym w tym drafcie jest Pat Riley, który doprowadził Miami Heat do pierwszego mistrzostwa NBA w sezonie 2005/06. Wcześniej zdobył 5 mistrzostw NBA i tylko raz jako zawodnik. Obydwaj trenerzy znajdują się w gronie 10 najlepszych szkoleniowców wszech czasów.

## Runda pierwsza
| Nr | Zawodnik          | Narodowość | Drużyna NBA            | College/Były klub |
| -- | ----------------- | ---------- | ---------------------- | ----------------- |
| 1  | Jimmy Walker (G)  | USA        | Detroit Pistons        | Providence        |
| 2  | Earl Monroe (G)   | USA        | Baltimore Bullets      | Winston-Salem     |
| 3  | Clem Haskins (G)  | USA        | Chicago Bulls          | Western Kentucky  |
| 4  | Sonny Dove (F)    | USA        | Detroit Pistons        | St. John’s        |
| 5  | Walt Frazier (G)  | USA        | New York Knicks        | Southern Illinois |
| 6  | Al Tucker (F)     | USA        | Seattle SuperSonics    | Oklahoma Baptist  |
| 7  | Pat Riley (G)     | USA        | San Diego Rockets      | Kentucky          |
| 8  | Tom Workman (F)   | USA        | St. Louis Hawks        | Seattle           |
| 9  | Mel Daniels (C)   | USA        | Cincinnati Royals      | New Mexico        |
| 10 | Dave Lattin (F)   | USA        | San Francisco Warriors | UTEP              |
| 11 | Mal Graham (G)    | USA        | Boston Celtics         | NYU               |
| 12 | Craig Raymond (C) | USA        | Philadelphia 76ers     | Brigham Young     |

## Runda druga
| Nr | Zawodnik           | Narodowość | Drużyna NBA         | College/Były klub |
| -- | ------------------ | ---------- | ------------------- | ----------------- |
| 13 | Jimmy Jones (G)    | USA        | Baltimore Bullets   | Grambling         |
| 14 | Steve Sullivan     | USA        | Detroit Pistons     | Georgetown        |
| 15 | Byron Beck (C)     | USA        | Chicago Bulls       | Denver            |
| 16 | Randy Mahaffey (F) | USA        | Los Angeles Lakers  | Clemson           |
| 17 | Phil Jackson (F)   | USA        | New York Knicks     | North Dakota      |
| 18 | Bob Netolicky (F)  | USA        | San Diego Rockets   | Drake             |
| 19 | Bob Rule (C)       | USA        | Seattle SuperSonics | Colorado State    |